# 张庆孚
张庆孚（1901年8月4日—1968年8月），男，江苏江阴人，中华人民共和国政治人物，曾任中华人民共和国林业部副部长、党组副书记。

## 生平
张庆孚出生于江阴南街。1916年考入无锡省立第三师范学校，1921年后考入上海大学外文系，开始阅读马列主义书籍，接触到一些进步人士，思想和行动趋进步，担任了学生会会长，组织学生传看《向导》、《新青年》等进步刊物。1924年，加入由同为上海大学学生安剑平创建的进步组织中国孤星社。1925年经恽代英介绍加入中国共产党，任上海平民学校校长。1926年毕业于上海大学英文系。1926年8月在虎门任黄埔军校第六期入伍生部第一团四营，恽代英担任政治总教官。调到调到深圳的三营任政治教官。到武汉任国民革命军第三十五军政治部主任兼军部、师部党团书记；新编四十七军任师政治部主任兼党团书记。1927年介绍宋时轮加入中国共产党。
1928年初蒋介石编遣了新四十七军，被迫撤离该军返回上海，先后在华德小学夜校、群治大学、上海法政学院教书，并担任中国左翼社联党团书记，秘密进行党的工作。1932年3月，调至“中央特科”工作。这期间，他著述的《社会问题大纲》于1930年、1932年出版，《国际经济政治学原理》于1933年9月出版。1934年10月间，由于中共上海中央执行局书记李竹声被捕叛变，上海中央局军委王世英考虑张庆孚与时任西安绥靖公署主任的杨虎城有旧，委派他作为中央代表于1934年11月去陕甘特委，并带去一部无线电台、两箱药品，后来智取华山的于占彪护送张庆孚从西安前往陕甘边根据地。1935年1月张庆孚到达陕北后，同刘志丹、习仲勋、高岗等人积极开展陕北根据地建设，相继通过了《政治决议案》、《军事决议案》、《土地决议案》、《财政决议案》等文件。由于身体胖，被称为“张胖子”。由于上海方面党组织的介绍信是用药水写的，到了陕甘边后没有烤出来，被抓了起来，“用了苦刑、打得很重”。张庆孚作为上海来的大学教授，有专著，眼睛高度近视随部队游击转战不变，曾任黄埔军校政治教官，陕西国军的杨虎城、高双成、高桂滋曾是他的旧友，这些都加重了对他的怀疑。1935年10月，中共中央长征到陕北后要放他，朱理治不同意，说这个人不可理解，一定是反革命。直到1936年才查清是王世英派遣来的。1936年任陕北抗日红军大学、抗大、延安军政学院政治教员。斯诺的《西行漫记》记载张敬佛（为张庆孚的名字从英文译为中文时的误译）：

“这时发生了一件奇怪的事。八月间陕北来了一个共产党中央委员会的代表，一个名叫张敬佛的胖胖的年青人。据告诉我消息的人（他当时是刘志丹部下的参谋）说，这位张先生（外号张胖子）有权“改组”党和军队。他可以说是个钦差大臣。

　　张胖子开始着手收集证据，证明刘志丹没有遵循“党的路线”。他“审问”了刘志丹，命令刘志丹辞去一切职务。现在可笑的是，或者说奇怪的是，或者也可以说既可笑又奇怪的是——不过，反正这是遵守“党纪”的一个突出例子：刘志丹不但没有反诘张先生凭什么权利批评他，反而乖乖地接受了他的决定，放弃了一切实际指挥权，象阿基利斯一样，退到保安窑洞里去发闷气了！张先生还下令逮捕和监禁了一百多个党内军内其他“反动派”，心满意足地稳坐下来。

　　就是在这个奇怪的事情发生的时候，南方的红军先遣部队，即在林彪、周恩来、彭德怀、毛泽东率领下的一军团在一九三五年十月到达。他们对这奇怪的情况感到震惊，下令复查，发现大多数证据都是无中生有的，并且发现张敬佛不仅越权，并且本人受到了“反动派”的欺骗。他们立即恢复了刘志丹和他所有部下的原职。张胖子本人遭到逮捕，受到审判，关了一个时期以后，分配他去从事体力劳动。”

抗战胜利后赴东北，任东北军区总后勤部任秘书长、东北军区军需学校党委书记，东北军区与中南军区军需部政治部主任。
中华人民共和国成立后，1950年2月调任中央人民政府林垦部办公室主任，1950年8月任林垦部党组副书记，1956年8月任林业部副部长，1958年被选为第三届全国政协委员，1959年9月当选为中共八大代表。第四届全国政协委员。1959年年底患了严重的心肌梗塞症，长期住院休养。1968年8月病逝于北京医院。

## 身后
《人民日报》特发讣告。林业部在八宝山革命烈士公墓举行了追悼会，在悼词中肯定张庆孚是一位忠诚的共产主义战士，是一位坚定的无产阶级革命家。他的骨灰被安放在八宝山革命烈士公墓。

## 家庭
父亲张漱荃是清末秀才，诗文书法俱佳，在江阴很有名望。